# Польовий (Сисертський міський округ)
Польови́й (рос. Полевой) — селище у складі Сисертського міського округу Свердловської області.
Населення — 84 особи (2010, 89 у 2002).
Національний склад населення станом на 2002 рік: росіяни — 71 %.